# Acineta alticola
Acineta alticola, vrsta je orhideje. Domaće područje ove vrste je od južne Venezuele do sjevernog Brazila. To je pseudolukovičasti epifit ili litofit i prvenstveno u vlažnom tropskom biomu. Raste na pješčenjačkim liticama, otvorenim šumama, tepui vrhovima i nizinskim šumama na visinama od 1500 do 1800 metara iznad razine mora.
Ova je vrsta prikazana na venezuelanskoj poštanskoj marki, u vrijednosti od 12 bolivara, izdanoj 22. svibnja 1991.
Opisana je u Fieldiana, Botany 28: 192. 1951.